# دریاچه نامیدی
دریاچه ناامیدی (انگلیسی: Lake Disappointment) نام دریاچه‌ای در استرالیای غربی است. کاشف آن امید داشت که به دریاچه آب شیرین برسید ولی آب شور بود و به همین جهت آن را ناامیدی نامید.